# هلیودوروس (وزیر)
هلیودوروس (یونانی: Ἡλιόδωρος) صدراعظم سلوکوس چهارم فیلوپاتور (حکومت در حدود ۱۸۷ قبل از میلاد - ۱۷۵ قبل از میلاد) بود. در طول دوران تصدی خود به دلیل تلاش برای ستاندن مالیات از معبد اورشلیم نام وی در تاریخ یهودیان ثبت شده است. در حدود ۱۷۵ قبل از میلاد، سلوکوس چهارم درگذشت. بسیاری منابع می‌گویند که هلیودوروس سلوکوس را ترور کرد. او صرف نظر از اینکه مسئول بود یا نه، پس از مرگ خود را نایب السلطنه فرزند خردسال سلوکس که آنتیوخوس نام داشت (با آنتیوخوس اپیفان اشتباه نشود) اعلام کرد و قدرت دولت را به دست خود گرفت، از این رو سوء ظن ترور به سمت او وجود داشت. سلطنت هلیدور کوتاه مدت بود. برادر پادشاه فقید، آنتیوخوس چهارم اپیفانس، با حمایت اومنس شاه پرگامون به انطاکیه رسید. اشراف یونانی از آنتیوخوس چهارم حمایت کردند و هلیودوروس سرنگون شد. از سرنوشت وی اطلاعی در دسترس نیست.

## تاریخچه
یکی از وقایع اصلی ثبت شده در زندگی هلیدور در کتاب دوم مکابیان است. امپراتوری سلوکی در آن دوران تحت غرامت‌های سنگین تحمیل شده توسط معاهده آپامئا ناشی از شکست از روم بود. سلوکیان مجبور بودند هر سال مقدار قابل توجهی خراج به جمهوری روم بپردازند. این احتمالاً منجر به مالیات‌های بالاتر و جستجوی کلی برای پول توسط دولت شد. در حدود سال ۱۷۸ قبل از میلاد، سلوکوس احتمالاً پس از شنیدن شایعاتی مبنی بر مخفی شدن ثروت در معبد اورشلیم، هلیودوروس را برای جمع‌آوری پول به اورشلیم فرستاد. کتاب دوم مکابیان، فصل سوم گزارش می‌دهد که هلیودوروس برای گرفتن گنجینه آن وارد معبد اورشلیم شد، اما توسط معجزه ای او را برگرداندند. صرف نظر از اینکه فرشتگان مسئول بودند یا نه، به نظر می‌رسد که مأموریت جمع‌آوری مالیات هلیودوروس شکست خورد، واقعیتی که یهودیان بعداً آن را جشن گرفتند.
در سال‌های ۱۷۶ یا ۱۷۵ پیش از میلاد، هلیودوروس بنا به ادعای منابعی مانند آپیان قتل پادشاه را ترتیب داده است. مشخص نیست که آیا این درست است، اما با این وجود، او پس از مرگ پادشاه خود را نایب السلطنه اعلام کرد و از طرف پسر سلوکوس چهارم به نام آنتیوخوس که برای حکومت خیلی جوان بود، حکمرانی کرد. (پسر ارشد، دیمیتریوس، در آن زمان در رم گروگان بود و بنابراین تهدیدی سیاسی نبود) با این حال، او تنها چند ماه به عنوان نایب السلطنه خدمت کرد. آنتیوخوس چهارم اپیفانس، برادر پادشاه فقید، در آتن تبعید شده بود. با کمک شاه پرگامون، اومنس دوم، او به سوریه بازگشت و در آنجا به سرعت توانست اشراف یونانی را متقاعد کند که از ادعای او در مورد هلیودوروس حمایت کنند. سپس هلیودوروس از تاریخ ناپدید می‌شود. احتمالاً او موقعیت خود را در دولت از دست داد یا اعدام شد یا به تبعید رانده شد.

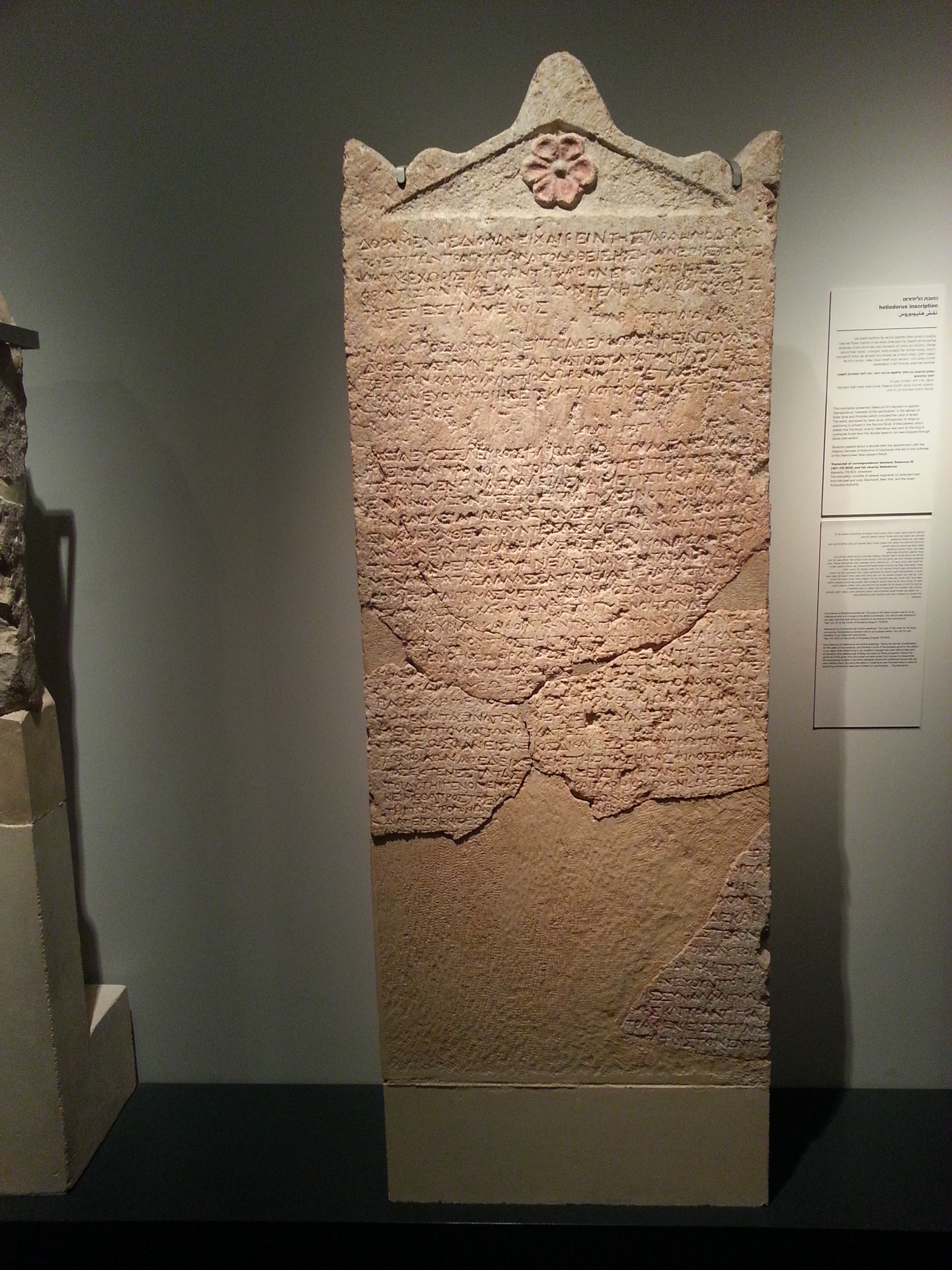
ستون هلیودوروس در موزه اسرائیل به نمایش گذاشته شد

## ستون سنگی هلیودوروس
در دهه ۲۰۰۰، یک استوانه باستانی کشف شد که به هلیودوروس و نقش دولتی دقیق او در یک کتیبه یونانی اشاره داشت. این اعلامیه ای است توسط سلوکوس که تاریخ آن به سال ۱۷۸ قبل از میلاد می‌رسد. در متن روی این سنگ، سلوکوس به هلیودوروس اطلاع می‌دهد که مردی به نام المپیودوروس را مسئول معابد کوئلی-سوریه و فنیقیه می‌کند.
این سنگ در حال حاضر در موزه اسرائیل در اورشلیم به نمایش گذاشته شده است.
این سنگ توسط مایکل استاینهارت در سال ۲۰۰۷ خریداری شد و سپس به موزه اسرائیل قرض داده شد.